# 야수의 날
《야수의 날》(스페인어: El día de la bestia)은 스페인과 이탈리아에서 제작된 알렉스 데라이글레시아 감독의 1995년 블랙 코미디 영화이다. 알렉스 앙굴로 등이 출연하였고, 안드레스 빈센테 고메스 등이 제작에 참여하였다.
평단으로부터 대체로 호평을 받았으며, 1996년 제10회 고야상에서 감독상을 수상하였다.

## 줄거리
크리스마스 이브에 마드리드에서 적그리스도가 태어날 것을 알게 된 신부는 그 전에 최대한 악행을 많이 저질러 악마에게 영혼을 팔고 적그리도의 탄생식에 참석해 적그리스도를 죽여 세상의 멸망을 막으려고 한다. 그를 돕는 건 자칭 사탄주의자인 헤비 메탈 팬과 텔레비전 오컬트 쇼를 진행하는 사기꾼 심령술사이다.

## 출연진
- 알렉스 앙굴로
- 산티아고 세구라
- 테렐레 파베스
- 마리아 그라치아 쿠치노타
- 하이메 블란츠[3]

## 기타 제작진
- 대행 제작: 안토니오 사우라
- 협력 제작: 페르난도 데가르시얀
- 의상: 에스티발리스 마르키에히